# آرمنچیک
آرمن گوندراجیان (ارمنی: Արմեն Գոնդրաչյան؛ با نام هنری آرمنچیک (ارمنی: Արմենչիկ) زادهٔ ۸ اوت ۱۹۸۰) یک خواننده اهل ارمنستان در سبک پاپ است. وی از سال ۱۹۹۵ میلادی تاکنون مشغول فعالیت بوده است. وی در حال حاضر ساکن ایالات متحده آمریکا است. 

وی برندهٔ جوایزی همچون هنرمند افتخاری جمهوری ارمنستان (۲۰۱۵) شده است.

## آلبوم‌ها
آلبوم‌های منتشر شده توسط آرمنچیک از سال ۱۹۹۶ عبارتند از:
- Armen & Nor Seround (1996)
- Hayastanoum (1998)
- Namak Vol 3 (2000)
- Allo Dues? (2001)
- Anunt Inche? (2003)
- Gone Gone (2004)
- Mi Kich - Mi Kich (2005)
- Armen at KODAK (2006)
- Havatam Te Che... (2007)
- Armen at Gibson (2008)
- The Road (2009)
- Armen at NOKIA (2010)
- The Armenians (2011)

## نامزدی‌ها و جوایز
| سال  | نتیجه | جایزه                             | رده                                      |
| ---- | ----- | --------------------------------- | ---------------------------------------- |
| ۲۰۱۶ | برنده | Pan Armenian Entertainment Awards | بهترین خواننده مرد جماعت ارمنیان پراکنده |